# Bret Baier

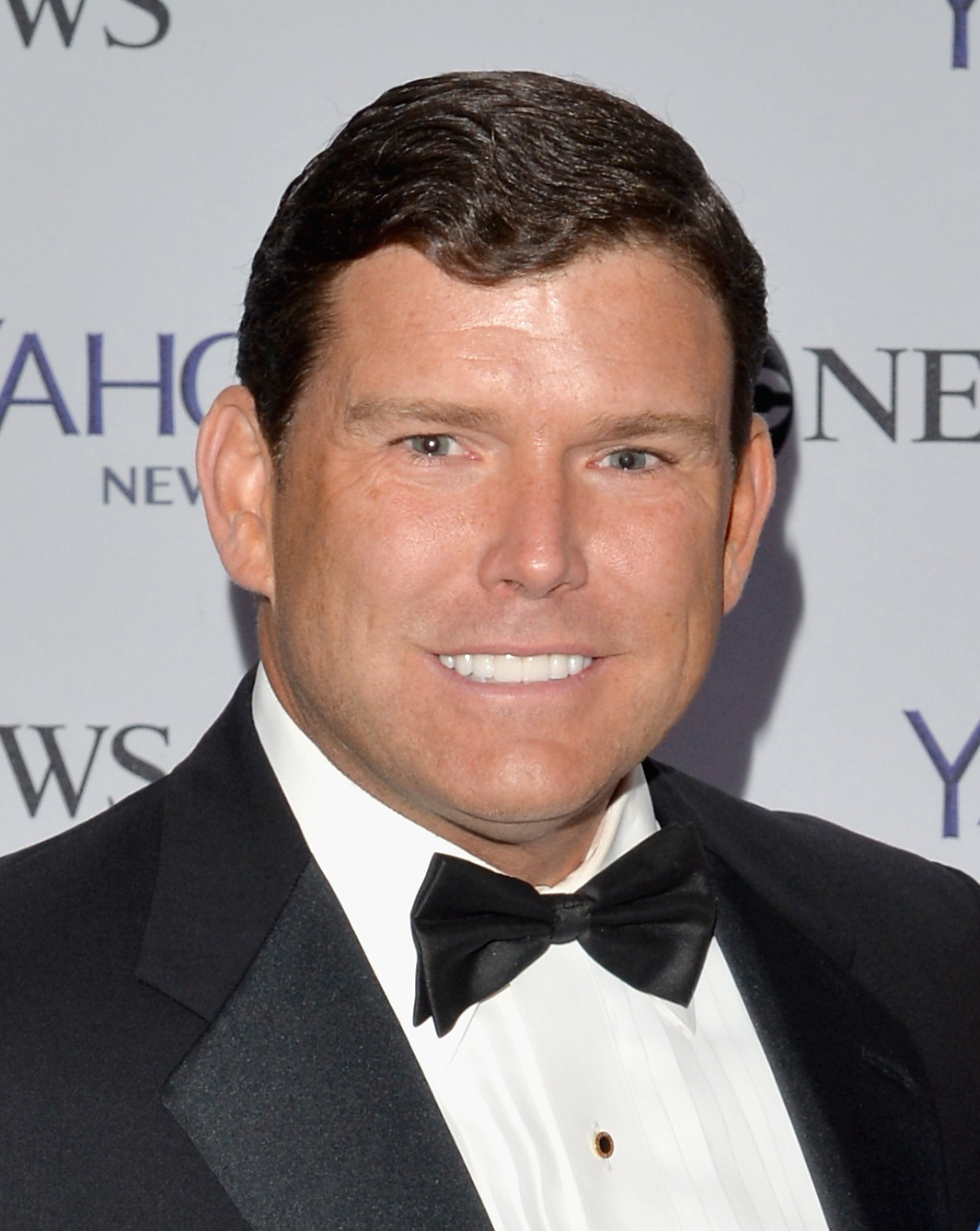
Bret Baier (2014)

Bret Baier (* 4. August 1970) ist ein US-amerikanischer Journalist und Fernsehmoderator. Baier wurde in Rumson, New Jersey, in eine Familie deutscher und irischer Herkunft geboren. Er wurde vor allem bekannt als Korrespondent des Kabelnachrichtensenders Fox News im Weißen Haus sowie als Moderator der Nachrichtensendung Special Report with Bret Baier.

## Leben und Arbeit
Nach dem Besuch der katholischen Marist High School, einer katholischen Privatschule in Atlanta, die er 1988 verließ, studierte Baier an der DePauw University, die er mit einem Bachelor-Abschluss in Political Science und Englisch verließ. Während seiner Studienzeit gehörte er der Verbindung Sigma Chi an. Anschließend arbeitete er als Journalist für die Sender WRAL-TV in Raleigh, WREX-TV in Rockford und WJWJ-TV in Beaufort.
1998 begann Baier als Reporter für den Nachrichtensender Fox News zu arbeiten. Für diesen berichtete er unter anderem als Korrespondent über den Kosovo-Krieg, die Hinrichtung von Timothy McVeigh, die Anschläge vom 11. September und den Dritten Irakkrieg. Daneben war er nacheinander Hauptkorrespondent seines Senders im Pentagon und im Weißen Haus. In dieser Zeit hat er zahlreiche Exklusiv-Interviews mit Politikern wie George W. Bush, Donald Rumsfeld und Dick Cheney geführt.
Im Dezember 2008 übernahm Baier als Nachfolger von Brit Hume die Moderation der Sendung Special Report, einem politischen Magazin, das Fox News werktäglich ausstrahlt und das sich schwerpunktmäßig mit innenpolitischen Themen befasst.
Im Juni 2023 interviewte Baier den ehemaligen US-Präsidenten Donald Trump. In diesem Interview bedrängte Baier Trump wegen seiner Weigerung, geheime Dokumente zurückzugeben, fragte ihn, warum er Leute verunglimpftete, die er selbst eingestellt hatte, und stellte seine Aussagen zur Wahl 2020 in Frage. 
Im August 2023 moderierte Baier gemeinsam mit Martha MacCallum die erste Vorwahldebatte der Republikaner. Die Debatte wurde von rund 12,8 Millionen Menschen gesehen.
Im September 2023 interviewte Baier den saudischen Kronprinzen Mohammed bin Salman in Saudi-Arabien.
Im Februar 2024 reiste Baier in die Ukraine, um Präsident Wolodymyr Selenskyj über die anhaltende russische Invasion in der Ukraine zu interviewen.
Während des amerikanischen Wahlkampfs 2024 interviewte Baier im Oktober die Kandidatin der Demokratischen Partei, Kamala Harris, für den Nachrichtensender Fox-News. Für die aggressive Art seiner Interviewführung, seine Suggestivfragen, das nicht Aussprechenlassen von Harris (was er später mit Zeitnot verteidigte), brachten ihm vom eigenen Sender und von Trump einiges Lob, aber mehrheitlich viel Kritik ein. Die Debatte zwischen der US-Präsidentschaftskandidatin Harris und Moderator Bret Baier, übertraf quotentechnisch alle anderen Fernsehinterviews von Harris im Rahmen des Wahlkampfs.